# Snežne alge
Snežne alge so enocelične alge, ki uspevajo na mrzli podlagi, kot so ledene plošče, ledeniki in sneg. Tako uspevajo na skorajda vseh mrzlih območjih po celotnem svetu, kjer se sneg obdrži večino leta, kot so Aljaska, Alpe, Antarktika, Arktika, Himalaja ter skrajni deli Sibirije; organizmom, ki so prilagojeni na mrzle razmere, pravimo psihrofili ali kriofili. »Prave« snežne alge so definirane kot alge, ki rastejo in se razmnožujejo v hladni vodi, ki nastaja med topljenjem ledu oz. snega. V poletnih mesecih se lahko te alge med taljenjem snega močno namnožijo: njihova koncentracija v mililitru snega lahko naraste do milijon celic. Zaradi podnebnih sprememb v tem času alge nakopičijo sekundarne presnovke (metabolite), kot so razni pigmenti, zaradi česar namnožitev alg obarva sneg rdeče (kar imenujemo tudi rdeči sneg, krvavi sneg ali lubenični sneg), zeleno, oranžno ali celo sivo.

## Prilagoditve na podnebne spremembe
Alge so se na mraz prilagodile s pomočjo spremembe razmerja nasičenih in nenasičenih maščobnih kislin v celični membrani (zaradi česar ta ostane v fluidnem stanju), prepustnosti (permeabilnosti) membrane za vodo (zaradi česar se celica učinkoviteje odzove na osmotske spremembe v okolju) in zmanjšanja količine vode v celici pri temperaturah, nižjih od zmrzišča (kar preprečuje nastajanje škodljivih ledenih kristalov znotraj celice).
Kot že omenjeno, snežne alge bivajo v posebnem mikrookolju, tj. v tekoči vodi med snežnimi kristali. Za fiziološko aktivnost sneg ne sme biti preveč suh niti preveč mrzel; idealen je npr. sveže zapadel sneg. V vegetativnem stanju se alge s pomočjo bičkov premaknejo v  globino snega, ki je najbolj primerna glede temperature in osvetljenosti. Poleti so temperaturne razlike v dnevno-nočnem ciklusu večje, neugoden pa je tudi večji delež ultravijoličnega (UV) sevanja ter pomanjkanje hranil, zaradi česar alge preidejo v mirujočo fazo, v t. i. hipnoblaste (iz grščine starogrško ὕπνος: hypnos - spanje). V hipnoblastih se nakopičijo številni sekundarni presnovki, kot so pigmenti (npr. karotenoidi in ksantofili), polioli (npr. glicerin), lipidi in sladkorji. Pigmenti najverjetneje ščitijo kloroplaste pred premočno svetlobo in UV sevanjem ter tako preprečujejo fotoinhibicijo, domnevno pa predstavljajo tudi vir ogljika v neugodnih razmerah s pomanjkanjem hranil.

## Taksonomija
Snežne alge povečini pripadajo zelenim algam, predvsem rodovoma Chlamydomonas in Chloromonas, vendar je trenutna taksonomska uvrstitev snežnih alg še vedno pomanjkljiva. Snežne alge se lahko razvrsti glede na barvo snega, vendar lahko nekatere alge povzročajo različno obarvanost glede na cikel življenja.
Prevladujoča snežna alga v rdeče obarvanem snegu je Chlamydomonas nivalis, ki je med drugim pogosta v Alpah. Značilno rdečo barvo ji daje rdeči karotenoidni pigment astaksantin. Druge znane rdeče snežne alge so Chloromonas rubroleosa ter pripadniki rodu Chlorosarcina. V oranžno obarvanem snegu prevladuje Chloromonas polyptera. V zeleno obarvanem snegu so prisotne različne vrste zelenih alg, ki so v različnih življenjskih ciklih in jih je zato težko ločiti med sabo. Rumeno obarvan sneg povzročajo med drugim alge iz rodu Desmotetra. Železovo-taninski kompleksi v algi vrste Mesotaenium berggrenii dajejo snegu sivo barvo.

## Vpetost v ekosisteme
Snežne alge so vir hranil raznoliki mikrobni populaciji, kot so bakterije ter heterotrofni bičkarji in migetalkarji. Mikrobi so vir hrane živalim, kot so ceponožci in razne mušice na himalajskih ledenikih ter skakači in snežni črvi (tj. pripadniki rodu Mesenchytraeus) na severnoameriških ledenikih. Snežne alge na morskem ledu (tudi »ledene alge«) so pomemben del ekosistemov na polarnih območjih, saj predstavljajo hrano živalim, kot so krili.
Veliki razrast alg lahko pomembno vpliva na svetlobno odbojnost površine snega oz. ledu in posledično pospeši topljenje.